# Håkan Östlundh
Hans Bengt Håkan Östlundh, född 1 december 1962 i Helga Trefaldighets församling, Uppsala är en svensk journalist och författare.  

## Karriär
Håkan Östlundh debuterade med ungdomsboken Vita ansikten 1981. Fyra år senare kom den första vuxenromanen Sommarsnö som fick mycket uppmärksamhet, både positiv och negativ. Under 80- och 90-talet arbetade Östlundh i huvudsak som journalist, några år knuten till Dagens Nyheter, men i huvudsak som frilans. 1996 gav han ut barnboken Galnopappan tillsammans med illustratören Bea Uusma. 1997 började han arbeta åt Wegelius animation (senare Happy Life animation) där han bland annat var huvudförfattare för De tre vännerna och Jerry (skapad av Magnus Carlsson, en internationell succé som sänts i över 50 länder. 2004 kom den första kriminalromanen. 2008 nominerades Blot till Svenska Deckarakademins pris för årets deckare.  Sammanlagt har det blivit sju kriminalromaner som utspelar sig på Gotland. Jag ska fånga en ängel (2010) är en fristående passions- och spänningsroman som utspelar sig i Sollentuna. Hans böcker har översatts till ett tiotal språk och ges bland annat ut i Tyskland, Frankrike, USA och Israel. 

## Privatliv
Håkan Östlundh är gift med formgivaren Lotta Kühlhorn som han har tre söner med. Han bor i Stockholm.

## Kriminalromaner
Broman-serien
- Släke (2004)
- Dykaren (2005)
- Terror (2006)
- Blot (2008)
- Jag ska fånga en ängel (2010)
- Inkräktaren (2011)
- Laglöst land (2012)
- Män ur mörkret (2014)

Profetentrilogin
- Profetens vinter (2018)
- Den falska profeten (2019)
- Profetens sista död (2021)

## Övriga böcker
- Vita ansikten (1981)
- Sommarsnö (1985)
- Infödingar (1986)
- Galnopappan, bilderbok, bilder av Bea Uusma (1996)
- Till Sara, sedan bränns allt! (2016)
- Slummer tillsammans med Lena Ollmark (2020)

## Tv-manus
- De tre vännerna ... och Jerry, säsong 1 och 2. (Huvudförfattare), 1999 och 2000
- Sjätte dagen, säsong 1, (storyline och manus), 1999
- Creepschool, (Idé och konceptutveckling), 2004
- Höök, säsong 2, (manus), 2008  [5][6]

## Pjäser
- Castaway, Radioteatern, 1986
- Sista besöket, Radioteatern, 1996 [5]